# A Chip és Dale – A Csipet Csapat epizódjainak listája
Ez a lista a Chip és Dale – A Csipet Csapat című rajzfilmsorozat három évadját tartalmazza.

## Évados áttekintés
| Évad | Évad | Epizód | Évadpremier          | Évadzárás          |
| ---- | ---- | ------ | -------------------- | ------------------ |
|      | 1    | 13     | 1989. március 4.     | 1989. május 21.    |
|      | 2    | 47     | 1989. szeptember 15. | 1990. május 2.     |
|      | 3    | 5      | 1990. szeptember 10. | 1990. november 19. |

## Évadok

### Első évad (1989)
| Sor. | Év. | Eredeti cím                   | Magyar cím                                                                          | Eredeti bemutató  | Magyar bemutató   | Magyar bemutató    | Kód |
| Sor. | Év. | Eredeti cím                   | Magyar cím                                                                          | Eredeti bemutató  | 1. változat       | 2. változat        | Kód |
| ---- | --- | ----------------------------- | ----------------------------------------------------------------------------------- | ----------------- | ----------------- | ------------------ | --- |
| 1.   | 1.  | Piratsy Under the Seas        | Kalózkaland (1. változat) Víz alatti kalózok (2. változat)                          | 1989. március 4.  | 1991. január 27.  | 2005. november 28. | 04  |
| 2.   | 2.  | Catteries Not Included        | A macskacsapda (1. változat) Macskaharapást szőrével (2. változat)                  | 1989. március 5.  | 1991. január 6.   | 2005. november 23. | 01  |
| 3.   | 3.  | Dale Beside Himself           | Dale magánkívül van (1. változat) Dale-ből egy is elég (2. változat)                | 1989. március 12. | 1991. március 24. | 2005. december 8.  | 12  |
| 4.   | 4.  | Flash the Wonder Dog          | Flash, a csodakutya (1. változat) Fény, a csodakutya (2. változat)                  | 1989. március 19. | 1991. február 10. | 2005. november 30. | 06  |
| 5.   | 5.  | Out to Launch                 | Akinek nem szkafandere, ne vegye magára (1. változat) Az űrkalandorok (2. változat) | 1989. március 26. | 1991. március 17. | 2005. december 7.  | 11  |
| 6.   | 6.  | Kiwi's Big Adventure          | Kiwi-tte el a repülőgépet? (1. változat) A kiwik nagy kalandja (2. változat)        | 1989. április 2.  | 1991. március 31. | 2005. december 9.  | 13  |
| 7.   | 7.  | Adventures in Squirrelsitting | Mókusmegőrzés (1. változat) A mókus-dajka kaland (2. változat)                      | 1989. április 9.  | 1991. február 3.  | 2005. november 29. | 05  |
| 8.   | 8.  | Pound of the Baskervilles     | A kísértetkutya (1. változat) A Baskerville-i bitang (2. változat)                  | 1989. április 16. | 1991. február 17. | 2005. december 1.  | 07  |
| 9.   | 9.  | Risky Beesness                | Tavaszi bezsongás (1. változat) Kockázatos üzlet (2. változat)                      | 1989. április 23. | 1991. március 3.  | 2005. december 5.  | 09  |
| 10.  | 10. | Three Men and a Booby         | Tojás lopás (1. változat) Három férfi és egy szula bébi (2. változat)               | 1989. április 30. | 1991. január 13.  | 2005. november 24. | 02  |
| 11.  | 11. | The Carpetsnaggers            | A szőnyeg ügy felgöngyölítése (1. változat) A tolvaj szőnyegek (2. változat)        | 1989. május 7.    | 1991. január 20.  | 2005. november 25. | 03  |
| 12.  | 12. | Bearing Up Baby               | Veszedelmes vadállatok (1. változat) Pót medvemama (2. változat)                    | 1989. május 14.   | 1991. március 10. | 2005. december 6.  | 10  |
| 13.  | 13. | Parental Discretion Retired   | Tyúk-kopoltyúkkal (1. változat) A szülői tapintat hiánya (2. változat)              | 1989. május 21.   | 1991. február 24. | 2005. december 2.  | 08  |

### Második évad (1989-1990)
| Sor. | Év. | Eredeti cím                             | Magyar cím                                                                              | Eredeti bemutató        | Magyar bemutató      | Magyar bemutató    | Kód |
| Sor. | Év. | Eredeti cím                             | Magyar cím                                                                              | Eredeti bemutató        | 1. változat          | 2. változat        | Kód |
| ---- | --- | --------------------------------------- | --------------------------------------------------------------------------------------- | ----------------------- | -------------------- | ------------------ | --- |
| 14.  | 1.  | Rescue Rangers to the Rescue (Part 1-5) | A csipet csapat akcióba lép (1-5. rész)                                                 | 1989. szeptember 15-17. | 1991. október 13.    | 2006. január 17.   | 41  |
| 15.  | 2.  | Rescue Rangers to the Rescue (Part 1-5) | A csipet csapat akcióba lép (1-5. rész)                                                 | 1989. szeptember 15-17. | 1991. október 20.    | 2006. január 18.   | 42  |
| 16.  | 3.  | Rescue Rangers to the Rescue (Part 1-5) | A csipet csapat akcióba lép (1-5. rész)                                                 | 1989. szeptember 15-17. | 1991. október 27.    | 2006. január 19.   | 43  |
| 17.  | 4.  | Rescue Rangers to the Rescue (Part 1-5) | A csipet csapat akcióba lép (1-5. rész)                                                 | 1989. szeptember 15-17. | 1991. november 3.    | 2006. január 20.   | 44  |
| 18.  | 5.  | Rescue Rangers to the Rescue (Part 1-5) | A csipet csapat akcióba lép (1-5. rész)                                                 | 1989. szeptember 15-17. | 1991. november 10.   | 2006. január 23.   | 45  |
| 19.  | 6.  | A Lad in a Lamp                         | Szellemes történet (1. változat) Egy pasas a lámpában (2. változat)                     | 1989. október 3.        | 1991. április 7.     | 2005. december 12. | 14  |
| 20.  | 7.  | The Luck Stops Here                     | Ki-ki a maga balszerencséjének kovácsa (1. változat) A szerencse forgandó (2. változat) | 1989. október 6.        | 1991. május 19.      | 2005. december 20. | 20  |
| 21.  | 8.  | Battle of the Bulge                     | Gyümölcsöző vállalkozás (1. változat) Lóvá tett denevérek (2. változat)                 | 1989. október 9.        | 1991. április 14.    | 2005. december 13. | 15  |
| 22.  | 9.  | Ghost of a Chance                       | A hős ős (1. változat) Szellemes szerencse (2. változat)                                | 1989. október 10.       | 1991. április 28.    | 2005. december 15. | 17  |
| 23.  | 10. | An Elephant Never Suspects              | Egy elefánt sosem gyanakszik                                                            | 1989. október 11.       | 1991. május 5.       | 2005. december 16. | 18  |
| 24.  | 11. | Fake Me to Your Leader                  | A bogaras Niemand professzor (1. változat) Az ál űrparancsnok (2. változat)             | 1989. október 12.       | 1991. május 26.      | 2005. december 21. | 21  |
| 25.  | 12. | Last Train to Cashville                 | A nagy játékvonat rablás (1. változat) Az utolsó vonat pénzfalvára (2. változat)        | 1989. október 13.       | 1991. június 2.      | 2005. december 22. | 22  |
| 26.  | 13. | A Case of Stage Blight                  | Alligát Orlandó színre lép (1. változat) Az áriázó Anti Talento (2. változat)           | 1989. október 16.       | 1991. május 12.      | 2005. december 19. | 19  |
| 27.  | 14. | The Case of the Cola Cult               | A Cola-kultusz                                                                          | 1989. október 17.       | 1991. június 9.      | 2005. december 23. | 23  |
| 28.  | 15. | Throw Mummy From the Train              | Egyiptomi kaland (1. változat) Dobjuk ki a múmiát a vonatból! (2. változat)             | 1989. október 18.       | 1991. június 16.     | 2005. december 24. | 24  |
| 29.  | 16. | A Wolf in Cheap Clothing                | Farkas olcsó öltönyben                                                                  | 1989. október 19.       | 1991. június 23.     | 2005. december 26. | 25  |
| 30.  | 17. | Robocat                                 | Mech-anikandúr (1. változat) A robotmacska (2. változat)                                | 1989. október 20.       | 1991. július 7.      | 2005. december 28. | 27  |
| 31.  | 18. | Does Pavlov Ring a Bell?                | Pavlov mindig kétszer csenget (1. változat) Pavlov neve rémlik (2. változat)            | 1989. november 2.       | 1991. július 14.     | 2005. december 29. | 28  |
| 32.  | 19. | Prehysterical Pet                       | Prehisztérikus kisállat (1. változat) Kedvenc őslényem (2. változat)                    | 1989. november 3.       | 1991. június 30.     | 2005. december 27. | 26  |
| 33.  | 20. | A Creep in the Deep                     | Életet a halnak (1. változat) Diktátor a mélyben (2. változat)                          | 1989. november 13.      | 1991. július 21.     | 2005. december 30. | 29  |
| 34.  | 21. | Normie's Science Project                | Normie levizsgázott (1. változat) Normie tudományos munkája (2. változat)               | 1989. november 14.      | 1991. április 21.    | 2005. december 14. | 16  |
| 35.  | 22. | Seer No Evil                            | Jósból is megárt a sok (1. változat) Baljóslatok (2. változat)                          | 1989. november 15.      | 1991. július 28.     | 2006. január 2.    | 30  |
| 36.  | 23. | Chipwrecked Shipmunks                   | Újabb kalózkaland (1. változat) Aranylázas hajótöröttek (2. változat)                   | 1989. november 16.      | 1991. augusztus 18.  | 2006. január 5.    | 33  |
| 37.  | 24. | When Mice Were Men                      | A bikák leggonoszabbika (1. változat) Egerek és emberek (2. változat)                   | 1989. november 17.      | 1991. december 1.    | 2006. január 26.   | 48  |
| 38.  | 25. | Chocolate Chips                         | Nyakig a csokoládéban (1. változat) Csokis chips (2. változat)                          | 1989. november 20.      | 1991. augusztus 4.   | 2006. január 3.    | 31  |
| 39.  | 26. | The Last Leprechaun                     | Az utolsó kobold                                                                        | 1989. november 21.      | 1991. augusztus 25.  | 2006. január 6.    | 34  |
| 40.  | 27. | Weather or Not                          | Niemand a fellegekben jár (1. változat) Micsoda idők járnak? (2. változat)              | 1989. november 22.      | 1991. szeptember 22. | 2006. január 12.   | 38  |
| 41.  | 28. | One Upsman-Chip                         | Mókus mágus (1. változat) Beugratósdi (2. változat)                                     | 1989. november 23.      | 1991. december 22.   | 2006. január 31.   | 51  |
| 42.  | 29. | Shell Shocked                           | Pukkandúr búgócsigái (1. változat) Kagyló kaland (2. változat)                          | 1989. november 24.      | 1993. október 3.     | 2006. február 2.   | 53  |
| 43.  | 30. | Love is a Many Splintered Thing         | A vágy titokzatos egere (1. változat) A szerelem sötét verem (2. változat)              | 1989. december 18.      | 1991. szeptember 15. | 2006. január 11.   | 37  |
| 44.  | 31. | Song of the Night 'n Dale               | A bepörgött palota (1. változat) A fülemüle déli dala (2. változat)                     | 1989. december 19.      | 1991. szeptember 8.  | 2006. január 10.   | 36  |
| 45.  | 32. | Double O'Chipmunk                       | Dale, a szuperkém (1. változat) A 00-s mókus (2. változat)                              | 1989. december 20.      | 1991. szeptember 1.  | 2006. január 9.    | 35  |
| 46.  | 33. | Gadget Goes Hawaiian                    | A hamis Sziporka hamis vulkánja (1. változat) A Hawaii Sziporka (2. változat)           | 1989. december 21.      | 1991. október 6.     | 2006. január 16.   | 40  |
| 47.  | 34. | It's a Bird, It's Insane, It's Dale!    | A gumicsúzli (1. változat) Dale, a szuperhős (2. változat)                              | 1989. december 22.      | 1991. december 8.    | 2006. január 27.   | 49  |
| 48.  | 35. | Short Order Crooks                      | Sajt csapda (1. változat) A sajt lesújt (2. változat)                                   | 1990. február 5.        | 1991. november 24.   | 2006. január 25.   | 47  |
| 49.  | 36. | Mind Your Cheese and Q's                | Sajtmizériák (1. változat) Hallgatni arany (2. változat)                                | 1990. február 6.        | 1993. október 31.    | 2006. február 8.   | 57  |
| 50.  | 37. | Out of Scale                            | Pimpikének nem volt gyerekszobája (1. változat) Méreten kívül (2. változat)             | 1990. február 8.        | 1991. szeptember 29. | 2006. január 13.   | 39  |
| 51.  | 38. | Dirty Rotten Diapers                    | Csecsemő betörő (1. változat) A büdös pelus (2. változat)                               | 1990. február 19.       | 1993. október 24.    | 2006. február 7.   | 56  |
| 52.  | 39. | Good Times, Bat Times                   | Boszorkány bosszantó (1. változat) Zűrös bájital (2. változat)                          | 1990. február 21.       | 1991. november 17.   | 2006. január 24.   | 46  |
| 53.  | 40. | Pie in the Sky                          | Az eltérítés (1. változat) Eltérő akció (2. változat)                                   | 1990. február 22.       | 1993. november 7.    | 2006. február 9.   | 58  |
| 54.  | 41. | Le Purrfect Crime                       | A csapat Párizsba ruccan (1. változat) A tökéletes bűnügy (2. változat)                 | 1990. március 19.       | 1993. november 21.   | 2006. február 13.  | 60  |
| 55.  | 42. | When You Fish Upon a Star               | A macska megint kutyálkodik (1. változat) Ne bízunk a csillagokban (2. változat)        | 1990. március 21.       | 1993. november 28.   | 2006. február 14.  | 61  |
| 56.  | 43. | Rest Home Rangers                       | Öreg egér, nem vén egér (1. változat) Születésnapi kalamajka (2. változat)              | 1990. március 22.       | 1993. december 12.   | 2006. február 16.  | 63  |
| 57.  | 44. | A Lean on the Property                  | A dülöngélő város (1. változat) A nagyratörő vágyak (2. változat)                       | 1990. április 16.       | 1993. december 5.    | 2006. február 15.  | 62  |
| 58.  | 45. | The Pied Piper Power Play               | Hóhányó hipnotizőr (1. változat) Elkábított egérenergia (2. változat)                   | 1990. április 23.       | 1993. december 19.   | 2006. február 17.  | 64  |
| 59.  | 46. | Gorilla My Dreams                       | Egy érzőszívű gorilla (1. változat) Gorilla álom (2. változat)                          | 1990. május 1.          | 1993. december 26.   | 2006. február 20.  | 65  |
| 60.  | 47. | The S.S. Drainpipe                      | Jó, ha megvan a hajó (1. változat) A csatorna cirkálói (2. változat)                    | 1990. május 2.          | 1991. augusztus 11.  | 2006. január 4.    | 32  |

### Harmadik évad (1990)
| Sor. | Év. | Eredeti cím                 | Magyar cím                                                             | Eredeti bemutató     | Magyar bemutató    | Magyar bemutató   | Kód |
| Sor. | Év. | Eredeti cím                 | Magyar cím                                                             | Eredeti bemutató     | 1. változat        | 2. változat       | Kód |
| ---- | --- | --------------------------- | ---------------------------------------------------------------------- | -------------------- | ------------------ | ----------------- | --- |
| 61.  | 1.  | Zipper Come Home            | Zümzüm, gyere haza! (1. változat) Gyere haza, Zümi! (2. változat)      | 1990. szeptember 10. | 1991. december 29. | 2006. február 1.  | 52  |
| 62.  | 2.  | Puffed Rangers              | A puffancs autó (1. változat) Puffasztott csemege csapat (2. változat) | 1990. szeptember 18. | 1993. október 10.  | 2006. február 3.  | 54  |
| 63.  | 3.  | A Fly in the Ointment       | Zümzüm a pácban (1. változat) Légy a levesben (2. változat)            | 1990. szeptember 26. | 1993. október 17.  | 2006. február 6.  | 55  |
| 64.  | 4.  | A Chorus Crime              | Pingvinkórus (1. változat) A kriminális tánckar (2. változat)          | 1990. november 5.    | 1993. november 14. | 2006. február 10. | 59  |
| 65.  | 5.  | They Shoot Dogs, Don't They | A kutyákat lelövik, ugye? (1. változat) Kutyabajok (2. változat)       | 1990. november 19.   | 1991. december 15. | 2006. január 30.  | 50  |